# Červec lakový
Červec lakový (Kerria lacca) je hmyz řazený do nadčeledě červci. Vytváří sekret, kterým se chrání dospělci i larvy. Z tohoto sekretu je vyráběna živice známá jako šelak.

## Znaky
Červec lakový se vyznačuje výrazným sexuálním dimorfismem.
Samičky dosahují velikosti 1 až 2 mm a na rozdíl od malých samečků nemají křídla.
Larvy jsou přibližně 0,6 mm dlouhé s tloušťkou okolo 0,25 mm.
Larvy se nazývají nymfy a začínají vylučovat voskovitý sekret jeden až dva dny po usazení na hostitelskou rostlinu.

## Rozšíření
Červec lakový se vyskytuje v Orientální (Čína, Bangladéš, Myanmar, Indie, Thajsko, Malajsie, Nepál, Pákistán, Srí Lanka, Tchaj-wan), Palearktické (Ázerbájdžán, Gruzie) a Neotropické (Guyana) zoogeografické oblasti.

## Způsob života

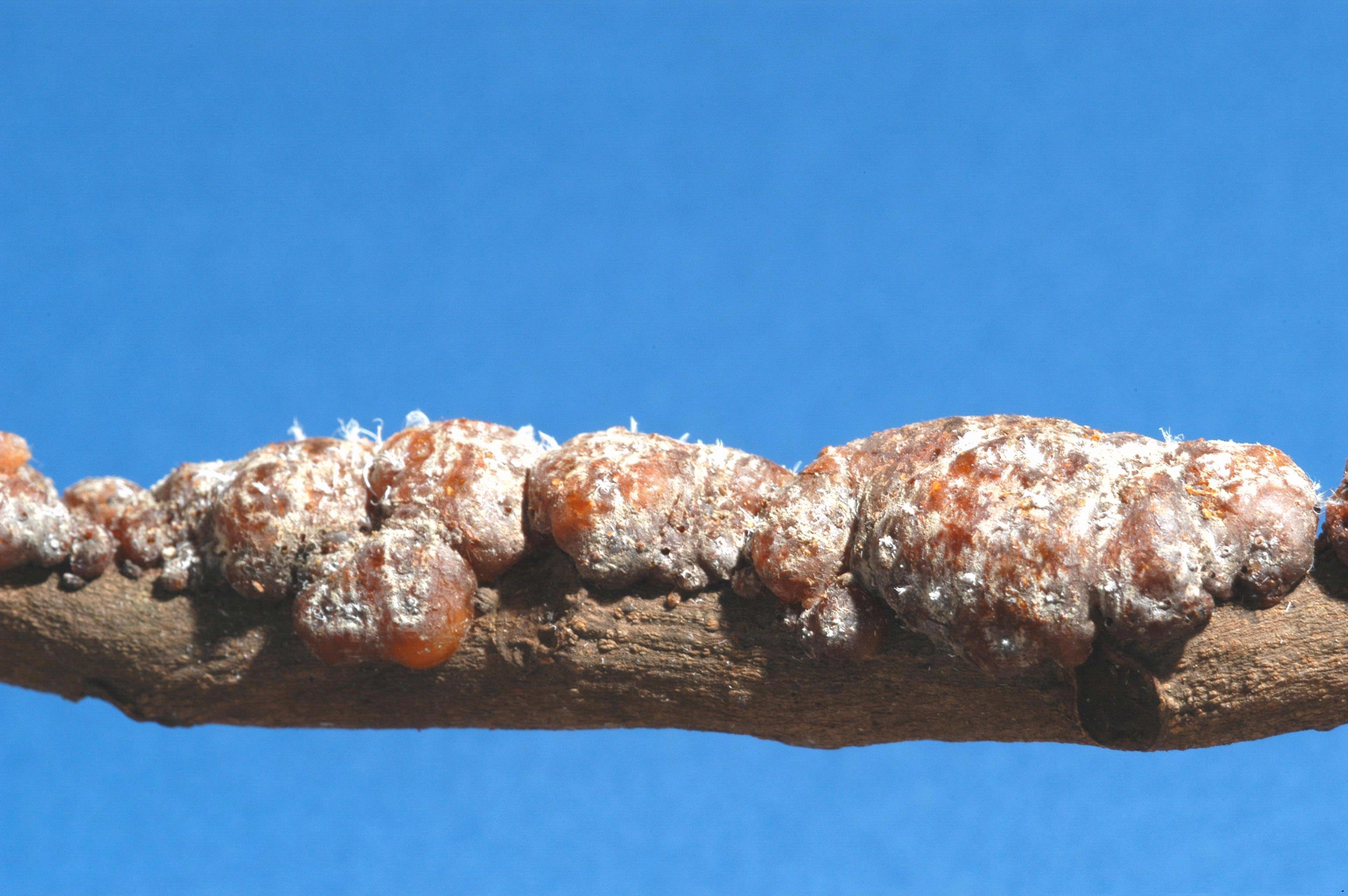
Produkt červce lakového

Červec lakový se živí mízou z mnoha druhů stromů. Dosud byla jeho přítomnost potvrzena na 71 rostlinných druzích z 23 čeledí. Mezi tyto čeledi patří například ledvinovníkovité (Anacardiaceae), láhevníkovité (Annonaceae), toješťovité (Apocynaceae), břízovité (Betulaceae), tykvovité (Cucurbitaceae), dvojkřídláčovité (Dipterocarpaceae), ebenovité (Ebenaceae), rudodřevovité (Erythroxylaceae), pryšcovité (Euphorbiaceae), ořešákovité (Juglandaceae), bobovité (Leguminosae), slézovité (Malvaceae), zederachovité (Meliaceae), morušovníkovité (Moraceae), proteovité (Proteaceae), řešetlákovité (Rhamnaceae), růžovité (Rosaceae), routovité (Rutaceae), vrbovité (Salicaceae), mýdelníkovité (Sapindaceae) či révovité (Vitaceae).
Samičky žijí v koloniích. Dospělí samci nepřijímají potravu. Larvy a dospělé samičky se živí mízou rostlin. Napichují kůru na mladých větvích a nasávají značné množství mízy. Pryskyřici přijatou nasáváním vylučují a sekret vytváří na kůře větví pevnou krustu. Vyloučená látka se skládá ze 79 % z pryskyřičných kyselin, ze 2 % z esterů mastných alkoholů, ze 7 % z chemicky neutrálních látek (včetně barviv) a z 12 % z polybazických esterů. Z těchto výměšků se vyrábí šelak. K vyprodukování 1 kg šelaku je potřeba 300 000 jedinců.

## Hospodářský význam
Pryskyřičné produkty vytvářené červcem lakovým byly a jsou komerčně využívány především v Thajsku, Indonésii, Myanmaru a Číně. Ve středověku a raném novověku se v Evropě barvivo z červce lakového nedokázalo prosadit, ačkoli zde v té době byl nedostatek červených barviv. Pryskyřičná barviva si k evropským barvířům těžko hledala cestu, převážně byla používána k barvení kůže načerveno.
Důležitými hostitelskými rostlinami jsou mimo jiné v Indii pěstovaný druh Butea monosperma, dále Ziziphus mauritiana a Schleichera oleosa. V Indii se získáváním šelaku zabývají asi 3 miliony lidí a ročně se vyprodukuje přibližně 18 000 tun této látky. Zhruba 80 % produkce je exportováno. Objem obchodu dosahuje 16 až 22 milionů amerických dolarů.

## Systematika

### Poddruhy
Dosud byly popsány 4 poddruhy červce lakového:
- Kerria (Kerria) lacca ambigua (Misra)
- Kerria (Kerria) lacca lacca (Kerr)
- Kerria (Kerria) lacca mysorensis (Mahdihassan)
- Kerria (Kerria) lacca takahashii (Varshney)

### Formy
V roce 1976 popsal Varshney dvě formy červce lakového. Kerria lacca lacca f. rangeeni žije na fíkovnících a na Butea monosperma, nikoli však na Schleichera oleosa. Letní generace této formy žije šest měsíců, od října až listopadu do června až července a je označována jako „generace Baishaki“. Generace období dešťů žije asi čtyři měsíce (od června–července do října–listopadu) a nazývá se „generace Katki“. Tato forma produkuje šelak nižší kvality, v Indii je však nejběžnější.
Druhá z forem, Kerria lacca lacca f. kusumi, žije na rostlinách Schleichera oleosa a dalších druzích, nevyskytuje se však na Butea monosperma. Životní cyklus každé generace trvá přibližně šest měsíců. Letní generace žije od ledna–února do června–července („generace Jethwi“), zimní generace pak od června/července do ledna/února („generace Aghani“). Tato forma je méně obvyklá, vytváří však kvalitnější šelak.